# Casteggio
Casteggio (Castégiu in dialetto oltrepadano, Castés in dialetto locale) è un comune italiano di 6447 abitanti della provincia di Pavia in Lombardia.
Nel 2016 era il terzo comune lombardo di oltre 5 000 abitanti con l'età media più alta (48,4).

## Geografia fisica
L'abitato si estende in parte sui primi colli facenti parte dell'Appennino Ligure, in parte nella pianura alla destra del Po. È attraversato dalla ex statale 10 (Padana Inferiore) e dalla ferrovia Alessandria-Piacenza, ed è situato a breve distanza dal casello dell'Autostrada A21 (Torino - Piacenza - Brescia), che si raggiunge percorrendo la ex statale 35 dei Giovi.Tra questa strada e il casello autostradale si trova l'inizio della tangenziale. La parte più antica della cittadina sorge su un colle detto Pistornile e sulle sue pendici. Il centro moderno si trova in pianura, ai piedi del nucleo più antico, e nuovi quartieri si estendono anche nelle vallette vicine.
Il territorio comunale, anch'esso esteso parte in pianura, parte in collina, è interessato dal corso del Coppa, che scorre al confine occidentale nella zona collinare, spostandosi al centro del territorio in pianura; l'asse della parte collinare è invece il piccolo torrente Rile, che nasce nel comune di Calvignano dal Monte Ceresino. La collina casteggiana è quindi divisa dalla valle del Rile in due parti: a ovest, tra Rile e Coppa, la dorsale che termina nel Pistornile, a sua volta incisa dalla valletta del Riazzolo che separa la dorsale principale da una minore, verso ovest, detta Monfirè; a est i colli su cui sorge la frazione Mairano, delimitati sul confine orientale dal torrente Rile San Zeno.

## Storia

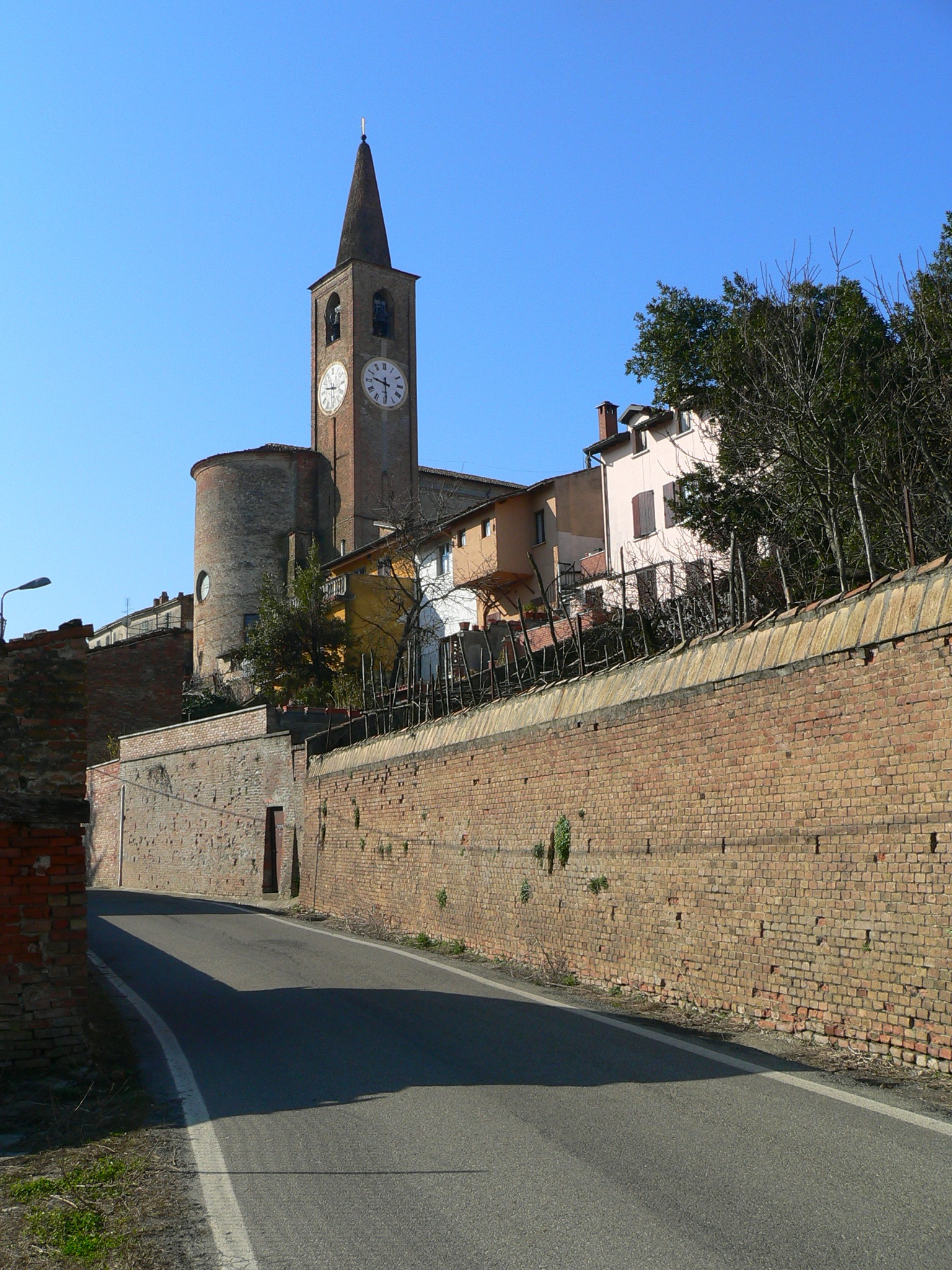
La strada che sale alla parrocchiale

La città di Clastidium ebbe origini liguri, appartenendo a quel popolo che i Greci chiamavano Anamari, e che corrisponde quasi certamente a quelli che i Romani chiamavano Marici, distesi tra l'Appennino e le due sponde del Po attorno a Pavia. I Marici del Po insieme ai Levi del Ticino fondarono presso la confluenza dei due fiumi la città di Pavia, loro comune mercato. Gli Anamari (Marici) e i Levi sono erroneamente detti Celti da Polibio, ma in realtà essi vantano origini anteriori all'invasione celtica e devono essere annoverati tra i popoli liguri. I Marici presero stanza su un modesto rilievo dominante la pianura a sud del Po, nell'attuale Oltrepò Pavese, una collina alquanto scoscesa e impervia nei fianchi, ma dalla sommità pianeggiante; dunque di facile difesa quanto di facile popolamento. Casteggio appare popolata almeno dal VI secolo a.C..
Divenuto uno dei maggiori villaggi della zona, nella forma del castelliere (oppidum, città fortificata, lo dice Livio), conobbe i Romani nel 223 a.C. quando i Marici furono dai primi indotti a un'alleanza contro gli Insubri. Poco dopo, nel 222 a.C., gli Insubri, appoggiati da mercenari celti provenienti dalla valle del Rodano, attaccarono la località, ma furono sconfitti dai Romani prontamente giunti in soccorso al comando del console Marco Claudio Marcello. Egli stesso uccise il comandante avversario Virdumaro, e ne consacrò le ricche vesti (spolia opima) a Giove Feretrio. La battaglia di Casteggio aprì ai Romani la via per la sottomissione degli Insubri e la conquista della loro capitale, Milano. Ebbe una vasta eco, e il poeta latino Nevio la celebrò con una tragedia di argomento storico, Clastidium, uno dei più antichi monumenti della letteratura latina.

Nel 218 a.C. Annibale, giunto nella pianura padana, dopo aver sconfitto i romani presso il Ticino (ma Cornelio Nepote pone "presso Casteggio" anche questa battaglia), corruppe il comandante del presidio romano di Casteggio, Dasio Brindisino, facendosi consegnare l'ingente quantità di derrate che i Romani vi avevano depositato. Con la momentanea sconfitta dei Romani e la caduta della colonia di Piacenza, Casteggio tornò indipendente, ma già nel 197 a.C. il console Quinto Minucio Rufo costrinse dapprima numerosi oppida liguri alla resa, tra cui Casteggio; poi, in circostanze non chiare, probabilmente per punire una ribellione, diede l'abitato alle fiamme.
Risorta successivamente, non riacquistò più l'antica importanza, ma fu assoggettata alla colonia di Piacenza, nel cui territorio fu un fiorente centro di cui restano numerosi reperti provenienti da tombe e ville. Era attraversata dalla strada tra Piacenza e Tortona, che collegava la via Emilia Lepidi con la via Emilia Scauri, da cui il nome di via Emilia, anche se in origine costituiva un tratto della via Postumia.
Apparteneva al municipio di Piacenza e con essa alla regione VIII (Emilia); caduto l'impero, rimase legata a Piacenza, della cui diocesi costituiva la pieve più occidentale. In epoca comunale cadde sotto l'influenza pavese, e nel 1164 Federico I l'assoggettò, con gran parte dell'attuale Oltrepò, al comune di Pavia. Con Pavia tenne la parte ghibellina, e subì gravi danni nelle lotte che la contrapponevano alla parte guelfa, cui aderivano Tortona e Piacenza. Vi ebbe la preminenza la famiglia pavese dei Beccaria, ma rimase libera da signorie feudali fino al XV secolo. In questo periodo era sede del Capitano da cui dipendeva tutto l'Oltrepò.
Il nome latino Clastidium era mutato, e se dalle persone colte era detto Chiasteggio, seguendo il Petrarca (che così lo chiamò nel Trionfo della Fama), le trascrizioni della dizione popolare ne sottolineano una diversa evoluzione e assumono la forma più svariata (Chiastitium, Chiastezzo, Schiatezzo, per citarne solo qualcuna). Solo verso la fine del XVII secolo dalla semplificazione della forma dotta derivò quella attuale, mentre l'antica forma popolare (che suonava in dialetto S'ciatès) cadde lentamente in disuso. Il passaggio da Chiasteggio a Casteggio sarebbe dovuto in realtà a un errore contenuto nella principale edizione dei Trionfi del Petrarca, pubblicata da Aldo Manuzio nel 1514; la nuova variante fu seguita da quasi tutte le edizioni successive, imitata dalle persone colte e infine diffusasi anche nell'uso comune.
Nel 1441 fu infeudata a Cesare Martinengo, ma questa signoria non poté consolidarsi; nel 1466 gli Sforza la diedero al loro ministro Angelo Simonetta, ed essendo il feudo (contea dal 1475) trasmissibile in via femminile, i suoi signori ebbero vari cognomi pur restando in una medesima discendenza: così passò dai Simonetta agli Sforza, ai Bentivoglio, ai Del Carretto marchesi sovrani del Finale; estintisi questi all'inizio del XVII secolo, per testamento passò ai loro cugini Sforza marchesi di Caravaggio; dall'ultima di essi, Bianca Maria, morta giovanissima (1717), passò alla figliola neonata, l'omonima Bianca Maria Sinzendorf, che resse a lungo il feudo, e infine alle sue figlie, che dal padre avevano il cognome Doria.
Casteggio, ancora fiorente alla fine del Medioevo, subì tali danni dalle guerre tra francesi e spagnoli del XVI secolo da non riaversi più se non due secoli più tardi ("castello assai bello e grande" lo dice Guicciardini nel 1511; "miserrimo loco" lo si dirà vent'anni dopo); in questo periodo fu superato dai centri vicini: Broni, Stradella e soprattutto Voghera. Quest'ultimo centro divenne capoluogo della provincia dell'Oltrepò Pavese, passata ai Savoia nel 1743.
Sotto i Savoia anche Casteggio conobbe una notevole ripresa economica e demografica, culminata nella seconda metà dell'Ottocento, dopo la deviazione del torrente Coppa che limitava l'abitato dalla parte della pianura, con la creazione di un nuovo centro dall'aspetto cittadino, con ampie vie e viali ed una vasta piazza rettangolare circondata da una cortina di distinti palazzi. Elegante e "commerciantissima" appariva verso la fine dell'Ottocento, fiorente per un importante mercato (concesso nel 1532 e forse di origine ancor più remota), coronata di amene ville di signori pavesi, milanesi e genovesi. Una grazia forse un po' offuscata alcuni decenni dopo, con lo sviluppo industriale e l'ulteriore ampliamento dell'abitato con la costruzione di edifici piuttosto discordanti con il contesto. L'ingrandimento del borgo portò anche allo sdoppiamento della parrocchia: all'antica chiesa collegiata di San Pietro Martire, nell'alto paese, si affiancò la nuova parrocchiale del Sacro Cuore, di vaste proporzioni, situata nel piano.

### Simboli
Lo stemma e il gonfalone sono stati concessi con decreto del presidente della Repubblica del 10 maggio 1956.
Il gonfalone è un drappo trinciato di giallo e di azzurro.
Lo stemma storico era leggermente diverso: di rosso alle chiavi pontificia decussate, col capo d'oro all'aquila bicipite imperiale di nero.

## Monumenti e luoghi d'interesse
Tra gli edifici storici:

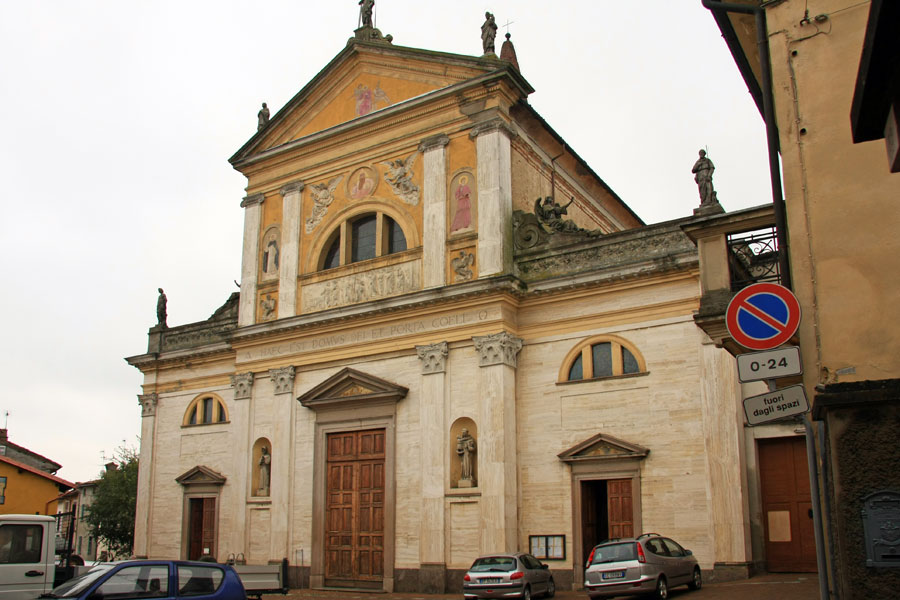
Chiesa parrocchiale di San Pietro Martire

- Collegiata di San Pietro Martire, di antichissima origine, ricostruita nel 1814, ma con il campanile trecentesco che domina l'abitato

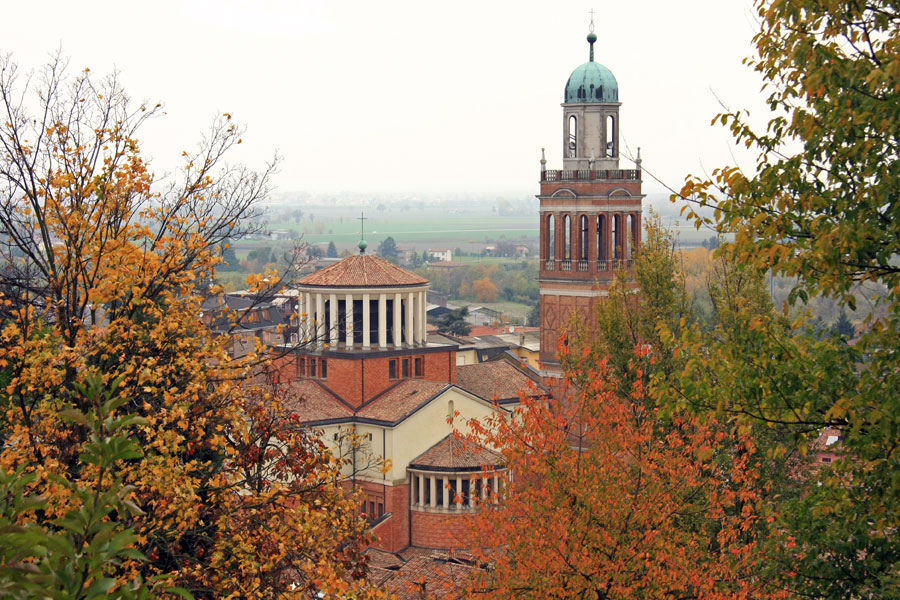
Chiesa del Sacro Cuore (XX secolo)

- Chiesa di San Sebastiano, già sede dell'omonima confraternita, progettata da Lorenzo Cassani (XVIII secolo), con magnifico stallo corale
- Palazzo della Certosa (1705), che ospita la biblioteca civica, l'auditorium Cantù e il civico museo archeologico, ricco di reperti in gran parte di provenienza locale (Clastidium)
- Degno di nota anche il Monumento alla Vittoria, un'imponente scultura bronzea alta oltre 18 metri opera di Pier Enrico Astorri situata nel Parco delle Rimembranze. Per la sua fusione furono necessarie oltre 25 tonnellate di bronzo e la costruzione di una speciale fonderia non esistendone al tempo (1926) altre adatte allo scopo
- Vicino alla Via Emilia, verso Fumo, si trova la famosa Fontana d'Annibale, dove secondo una leggenda questi fece abbeverare gli elefanti
- Nella frazione Mairano sorge l'ottocentesca Villa Marina, nella quale dimorò anche Giuseppe Mazzini
- Sulla strada per Calvignano, da segnalare Villa Pegazzera, edificata per volere del Collegio Borromeo di Pavia come convitto estivo, risalente nelle sue forme originarie al primo Settecento
- Nei dintorni di Casteggio c'è la neoclassica Villa Frecciarossa, progettata per i marchesi Botta Adorno alla fine dell'Ottocento

## Società

### Evoluzione demografica
Abitanti censiti

## Cultura

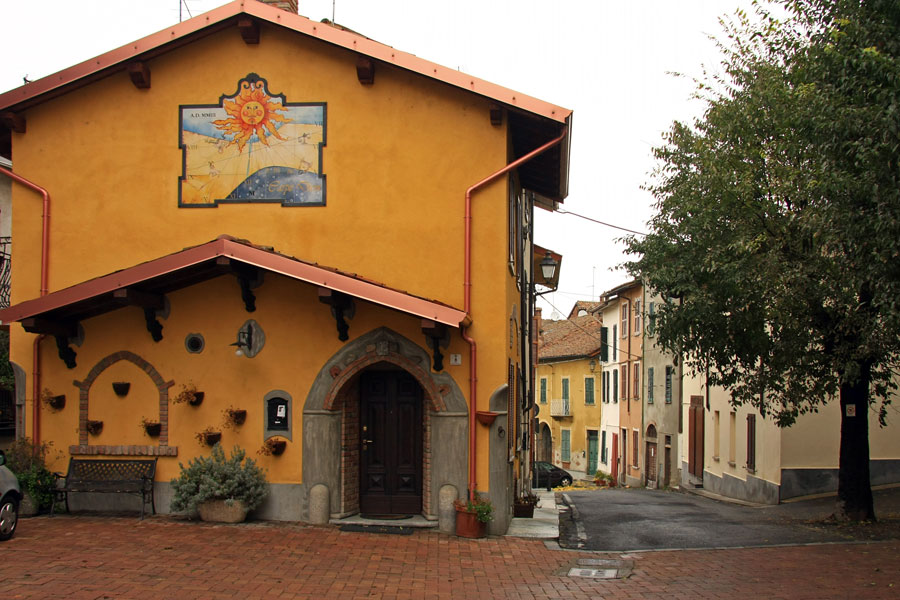
Scorcio dell'abitato alto

- Museo archeologico di Casteggio

### Istruzione

#### Scuole
Hanno sede nel Comune una scuola primaria e una scuola secondaria di primo grado.

## Economia
Casteggio è un importante centro vinicolo (rassegna dei vini pregiati dell'Oltrepò Oltrevini), commerciale (importanti mercati il mercoledì e la domenica, fiere in aprile e settembre) e industriale (industria alimentare, meccanica, calzaturiera).

## Infrastrutture e trasporti

### Strade
Casteggio è attraversata dalla Strada statale 10 Padana Inferiore ed è origine del tratto pavese della Strada statale 35 dei Giovi. A Nord si trova il casello autostradale di Casteggio-Casatisma, sull'Autostrada A21 Torino-Piacenza.

### Ferrovie e tranvie
Il comune è servito dalla stazione di Casteggio ubicata sulla ferrovia Alessandria-Piacenza. Vi fermano unicamente i treni regionali.
Tra il 1883 e il 1931 Casteggio fu servita dalla tranvia Voghera-Stradella.

## Sport
Il 15 giugno 1991 la 20ª tappa del Giro d'Italia 1991, una cronometro individuale, si è conclusa a Casteggio con la vittoria di Franco Chioccioli.
Ha sede nel comune la società di calcio Foot Ball Club Casteggio 1898, una delle prime storiche società calcistiche italiane. Nei primi anni del '900 aveva luogo nella località la Coppa Casteggio o Coppa Negrotto, che vedeva solitamente affrontarsi una selezione locale contro una "grande" del calcio italiano.